# Джібріл
Джібрі́л (Джабраї́л) — один з чотирьох особливо наближених до Аллаха ангелів-мукаррабун, ототожнюється з біблійним архангелом Гавриїлом.
Слово Джібріль складається з двох давньосемітських слів — джібр («раб», «слуга») та іл («Бог»), і означає «Раб Аллаха».